# Bolivias departementer
Bolivia er en enhedsstat, der administrativt er inddelt i ni departementer. Departementerne er det øverste niveau af landets administrative opdeling og har i henhold til Bolivias forfatning en række rettigheder, herunder retten til i et begrænset omfang at gennemføre lovgivning med virkning for departementet. Indbyggerne vælger departementets forsamling (Asamblea departamental) og departementets guvernør ved almindelige valg.
Hvert department er repræsenteret i begge kamre i Bolivias parlament. Hvert departement er repræsenteret i Bolivias senat med fire senatorer og er repræsenteret i deputérkammeret (Cámara de Diputados) med et antal repræsentanter, der svarer til hver departements befolkningsstørrelse.
Af de ni departementer er La Paz det mest befolkede med 2.706.351 indbyggere pr. 2012; Pando er det mindst befolkede med en befolkning på 110.436. Det arealmæssigt største department er Santa Cruz, der omfatter et areal på 370.621 km2, og det mindste er Tarija, der omfatter 37.623 km2.
Departementerne er opdelt i provinser, der udgør andet niveau i den administrative opdeling. Der er i alt 112 provinser, der igen er opdelt i 337 kommuner (municipales), der atter er opdelt i kantoner.

## Departementer
| Departement | Abbr. | Hovedstad               | Største by              | Befolkning (2012) | Areal km2   | Indbyggere pr. km2 | Repræsentanter i førstekammer |
| ----------- | ----- | ----------------------- | ----------------------- | ----------------- | ----------- | ------------------ | ----------------------------- |
| Beni        | B     | Trinidad                | Trinidad                | 421.196           | 213.564 km2 | 1,97               | 9                             |
| Chuquisaca  | H     | Sucre                   | Sucre                   | 576.153           | 51.524 km2  | 11,18              | 11                            |
| Cochabamba  | C     | Cochabamba              | Cochabamba              | 1.758.143         | 55.631 km2  | 31,6               | 19                            |
| La Paz      | L     | La Paz                  | El Alto                 | 2.706.351         | 133.985 km2 | 20,2               | 29                            |
| Oruro       | O     | Oruro                   | Oruro                   | 494.178           | 53.588 km2  | 9,22               | 9                             |
| Pando       | N     | Cobija                  | Cobija                  | 110.436           | 63.827 km2  | 1,73               | 5                             |
| Potosí      | P     | Potosí                  | Potosí                  | 823.517           | 118.218 km2 | 6,97               | 14                            |
| Santa Cruz  | S     | Santa Cruz de la Sierra | Santa Cruz de la Sierra | 2.655.084         | 370.621 km2 | 7,16               | 25                            |
| Tarija      | T     | Tarija                  | Tarija                  | 482.196           | 37.623 km2  | 12,82              | 9                             |

## Eksterne links
- Wikimedia Commons har flere filer relateret til Bolivias departementer
- National Bolivian Institute of Statistics Arkiveret 27. oktober 2009 hos  Wayback Machine